# Indywidualne Mistrzostwa Świata Juniorów na Żużlu 2021
Indywidualne Mistrzostwa Świata Juniorów na Żużlu 2021 – cykl turniejów żużlowych, mających wyłonić najlepszych żużlowców do lat 21 na świecie w sezonie 2021. Złoty medal zdobył Jakub Miśkowiak, wicemistrzem ze stratą czterech punktów do Polaka został Mads Hansen, a brązowym medalistą Wiktor Lampart.
Medalistów wyłoniono na podstawie sumy punktów zdobytych w trzech turniejach finałowych, rozegranych w Stralsund, Krośnie i Pardubicach.
W każdym turnieju finałowym uczestniczyło 15 zawodników, którzy zakwalifikowali się fazy finałowej, oraz po 1 zawodniku z tzw. „dziką kartą”. Podczas 3. finału Ernesta Matjuszonoka zastąpił Norick Blödorn, natomiast Marka Kariona – Drew Kemp. W dwóch pierwszych finałach startowali również zawodnicy rezerwowi.
W związku z decyzją wydaną przez Światową Agencję Antydopingową (WADA) i Sportowy Sąd Arbitrażowy (CAS), dotyczącą zakazu używania symboli narodowych przez Rosję w zawodach sportowych rangi mistrzostw świata w latach 2021–2022, Mark Karion występował jako reprezentant Rosyjskiej Federacji Motocyklowej (MFR). Zawodnik występował bez flagi.

## Uczestnicy
| Stali uczestnicy              | Stali uczestnicy | Stali uczestnicy                                        |
| ----------------------------- | ---------------- | ------------------------------------------------------- |
| Polska                        | 3                | Jakub Miśkowiak, Wiktor Lampart, Mateusz Świdnicki      |
| Łotwa                         | 3                | Francis Gusts, Daniils Kolodinskis, Ernests Matjušonoks |
| Czechy                        | 2                | Jan Kvěch, Petr Chlupáč                                 |
| Dania                         | 1                | Mads Hansen                                             |
| Rosja                         | 1                | Mark Karion                                             |
| Ukraina                       | 1                | Marko Lewiszyn                                          |
| Australia                     | 1                | Matthew Gilmore                                         |
| Francja                       | 1                | Steven Goret                                            |
| Niemcy                        | 1                | Lukas Baumann                                           |
| Szwecja                       | 1                | Alexander Woentin                                       |
| Zawodnicy z „dzikimi kartami” |                  |                                                         |
| Niemcy                        | 1                | Norick Blödorn                                          |
| Polska                        | 1                | Mateusz Cierniak                                        |
| Czechy                        | 1                | Daniel Klíma                                            |

## Kalendarz 2021
| Lp. | Data           | Miejscowość | Zwycięzca       |
| --- | -------------- | ----------- | --------------- |
| 1   | 4 września     | Stralsund   | Mads Hansen     |
| 2   | 25 września    | Krosno      | Jakub Miśkowiak |
| 3   | 1 października | Pardubice   | Jakub Miśkowiak |

## Zasady punktacji
W zawodach była stosowana punktacja identyczna jak ta, której używa się od 2020 roku w cyklu Grand Prix.
| Miejsce | 1  | 2  | 3  | 4  | 5  | 6  | 7  | 8 | 9 | 10 | 11 | 12 | 13 | 14 | 15 | 16 | 17 | 18 |
| Punkty  | 20 | 18 | 16 | 14 | 12 | 11 | 10 | 9 | 8 | 7  | 6  | 5  | 4  | 3  | 2  | 1  | 0  | 0  |

## Klasyfikacja końcowa
| Lp. | Zawodnik                | Rok ur. | 1. finał | 2. finał | 3. finał | Suma |
| --- | ----------------------- | ------- | -------- | -------- | -------- | ---- |
| 1   | Jakub Miśkowiak         | 2001    | 18       | 20       | 20       | 58   |
| 2   | Mads Hansen             | 2000    | 20       | 16       | 18       | 54   |
| 3   | Wiktor Lampart          | 2001    | 16       | 14       | 10       | 40   |
| 4   | Mateusz Świdnicki       | 2001    | 9        | 10       | 12       | 31   |
| 5   | Petr Chlupáč            | 2002    | 7        | 11       | 11       | 29   |
| 6   | Francis Gusts           | 2003    | 12       | 9        | 7        | 28   |
| 7   | Jan Kvěch               | 2001    | 0        | 12       | 16       | 28   |
| 8   | Norick Blödorn          | 2004    | 14       | –        | 14       | 28   |
| 9   | Alexander Woentin       | 2000    | 11       | 8        | 6        | 25   |
| 10  | Daniils Kolodinskis     | 2000    | 8        | 5        | 5        | 18   |
| 11  | Mateusz Cierniak        | 2002    | –        | 18       | –        | 18   |
| 12  | Lukas Baumann           | 2000    | 6        | 2        | 9        | 17   |
| 13  | Mark Karion             | 2000    | 10       | 6        | –        | 16   |
| 14  | Marko Lewiszyn          | 2000    | 3        | 8        | 1        | 12   |
| 15  | Matthew Gilmore         | 2000    | 4        | 2        | 4        | 10   |
| 16  | Daniel Klíma            | 2002    | –        | –        | 8        | 8    |
| 17  | Ernests Matjušonoks     | 2002    | 5        | 0        | –        | 5    |
| 18  | Steven Goret            | 2001    | 2        | 1        | 2        | 5    |
| 19  | Michał Curzytek         | 2002    | –        | 4        | –        | 4    |
| 20  | Drew Kemp               | 2002    | –        | –        | 3        | 3    |
| 21  | Marius Hillebrand       | 2000    | 1        | –        | –        | 1    |
| 22  | Flynn Ole Schmietendorf | 200?    | 0        | –        | –        | 0    |
| 23  | Dawid Rempała           | 2002    | –        | 0        | –        | 0    |